# Ostrozubka desetiskvrnná
Ostrozubka desetiskvrnná (Cnesterodon decemmaculatus) je drobná rybka z čeledi živorodkovití. Další český název je živorodka desetiskvrnná. Rybu poprvé popsal v roce 1842 anglický duchovní, spisovatel a zoolog Leonard Jenyns (25. květen 1800 – 1. září 1893). 

## Popis
Ryba má protáhlé tělo, ze stran mírně stlačené, velmi průsvitné. Tlama je v horním postavení. Oči jsou výrazné. Šupiny velké. Základní zbarvení je světlé, žlutavé, břicho stříbřité. Boky s fialovým nádechem. Ve středu těla směrem dozadu je 6 až 12 příčných krátkých tmavých pásků. Hřbetní a ocasní ploutve samečků jsou tmavě obroubené. Příčné pásky jsou zřetelné jen v rozrušení, v klidu tmavnou. Samice má kovově žlutě zbarvený hřbet. Na bocích má 10 pásků, které dosahují maximální intenzity krátce před porodem a po porodu. Samice dorůstá 3,6 cm, samci jsou menší. Pohlaví ryb je snadno rozeznatelné: samci mají pohlavní orgán gonopodium, samice klasickou řitní ploutev.

## Biotop
Ryba se vyskytuje v Jižní Americe, v Uruguayi, Argentině. Žije ve sladkých, brakických a bahnitých vodách.

## Chov v akváriu
- Chov ryby: Ryba je vhodná do společenského akvária, je mírumilovná a družná. Snese se s většinou nedravých druhů přiměřené velikosti. Doporučuje se její chov v hejnu min. 6 jedinců s převahou samic.[3]
- Teplota vody: 17–21°C[pozn. 1][3]
- Kyselost vody: 7,0–8,0pH[3]
- Tvrdost vody: 10–30°dGH[3]
- Krmení: Jedná se o všežravou rybu.[3]
- Rozmnožování:  Rybky jsou kanibalové. Březí samici je vhodné odlovit do akvária s dostatkem rostlin. Vývoj zárodku v těle samičky trvá 4–6 týdnů. Počet mláďat z jednoho vrhu je 15–40. Mláďata rostou rychle. První skvrny na bocích se objevují ve 4.–5. týdnu života. Ve stáří 8–10 týdnů jsou plně vybarvené a pohlavně dospělé.[3]